# Rattle and Hum
| 평가 점수                     | 평가 점수 |
| 출처                          | 점수      |
| ----------------------------- | --------- |
| AllMusic                      | [ 1 ]     |
| Chicago Sun-Times             | [ 2 ]     |
| Chicago Tribune               | [ 3 ]     |
| Encyclopedia of Popular Music | [ 4 ]     |
| Entertainment Weekly          | B         |
| Los Angeles Times             | [ 6 ]     |
| NME                           | 8/10      |
| Rolling Stone                 | [ 8 ]     |
| The Rolling Stone Album Guide | [ 9 ]     |
| The Village Voice             | B+        |

《Rattle and Hum》은 아일랜드의 록 밴드 U2의 여섯 번째 스튜디오 음반이고, 필 조너우가 감독한 콘서트 영화이다. 이 음반은 지미 이오바인이 프로듀싱을 맡았고 1988년 10월 10일에 발매되었으며, 이 영화는 파라마운트 픽처스에 의해 배급되었고 1988년 10월 27일에 발매되었다. 이 밴드의 이전 스튜디오 음반인 《The Joshua Tree》의 획기적인 성공에 이어, 《Rattle and Hum》 프로젝트는 The Joshua Tree Tour에서 그들의 미국 루츠 음악에 대한 지속적인 경험을 포착하고, 블루스 록, 포크 록, 그리고 가스펠 음악의 요소들을 그들의 사운드에 더 많이 포함시켰다. 새로운 스튜디오 트랙, 라이브 공연, 커버곡을 모은 이 프로젝트에는 멤피스 선 스튜디오의 녹음과 밥 딜런, B.B. 킹, 할렘의 뉴 보이스 오브 프리덤 가스펠 성가대와의 협업이 포함되어 있다.
비록 《Rattle and Hum》이 록의 전설에 경의를 표하기 위한 것이었지만, 일부 비평가들은 U2가 이러한 아티스트들의 대열에 자신들을 포함시키려고 한다고 비난했다. 음반과 영화에 대한 비판적 반응이 엇갈렸다. 한 《롤링 스톤》 편집자는 이 음반의 "흥미"에 대해 말했고, 다른 편집자는 이 음반이 "잘못 안내되고 폭발적"이라고 묘사했다. 이 영화는 총 860만 달러에 그쳤지만, 여러 나라에서 1위를 차지했고 1400만 장이 팔리면서 상업적인 성공을 거두었다. 리드 싱글 〈Desire〉는 미국에서 3위에 오르는 동안 밴드의 첫 번째 영국 1위 곡이 되었다. 창조적 정체와 《Rattle and Hum》에 대한 비판적 반발에 직면한 U2는 새로운 음악적 방향과 대중적 이미지를 통해 1990년대에 그들 자신을 재창조했다.

## 스튜디오 녹음
이 음반은 비틀즈의 〈Helter Skelter〉의 라이브 커버로 시작한다. 이 음반에 수록된 것은 이 밴드가 The Joshua Tree Tour의 혼란과 그들이 새롭게 발견한 슈퍼스타의 위상을 반영하기 위한 의도였다. 보노는 〈Helter Skelter〉라는 문구와 함께 "이 노래는 찰스 맨슨이 비틀즈에서 훔친 노래입니다... 우리는 그것을 다시 훔칠 것입니다."라고 말했다.
보노는 〈Hawkmoon 269〉가 《호크문》이라는 제목의 책을 낸 작가 샘 셰퍼드에게 보내는 헌사의 일환이라고 말했다. 보노는 또한 이 밴드가 이 노래를 269번 섞었다고 말했다. 이는 최근 《U2 by U2》에서 디 에지에 의해 이 곡을 믹싱하는데 3주를 보냈다는 사실이 확인되기 전까지 수 년 동안 농담으로 여겨졌다. 그는 또 미국 중서부 사우스다코타주 래피드시티에 있는 호크문이 있다고 셰퍼드에 대한 보노의 주장을 반박했다.
이 음반에는 밥 딜런의 〈All Along the Watchtower〉의 라이브 버전이 수록되어 있다. 〈Angel of Harlem〉은 빌리 홀리데이에게 경적을 울린 헌사이다. 베이스가 많은 〈God Part II〉는 존 레논의 〈God〉의 속편이다.
리드 싱글인 〈Desire〉는 보 디들리 비트를 스포츠로 한다. 1987년 11월 중순, The Joshua Tree Tour 동안, 보노와 밥 딜런은 로스앤젤레스에서 만났고, 그들은 함께 〈Prisoner of Love〉라는 노래를 썼고, 후에 〈Love Rescue Me〉가 되었다. 딜런은 보노가 "믿기 힘든다"고 부른 원곡 녹음에서 리드 보컬을 불렀지만, 딜런은 이후 트래블링 윌버리스와의 약속을 들어 U2에게 사용하지 말 것을 요청했다. 〈I Still Haven't Found What I'm Looking For〉(전 교회 성가대와 녹음)의 라이브 공연은 복음 노래다. 〈When Love Comes to Town〉은 B.B. 킹이 기타와 보컬에 참여하는 블루스 로커다.

## 곡 목록
작사는 모두 특별한 언급이 없는 한 보노가 맡았고, 작곡은 모두 특별한 언급이 없는 한 U2가 맡았다.
| #   | 제목                                                  | 작사·작곡                                  | 재생 시간 |
| --- | ----------------------------------------------------- | ------------------------------------------ | --------- |
| 1.  | 〈Helter Skelter (Live)〉                             | 레논-매카트니 (작사, 작곡)                 | 3:07      |
| 2.  | 〈Van Diemen's Land〉                                 | 디 에지 (작사)                             | 3:06      |
| 3.  | 〈Desire〉                                            |                                            | 2:58      |
| 4.  | 〈Hawkmoon 269〉                                      |                                            | 6:22      |
| 5.  | 〈All Along the Watchtower (Live)〉                   | 밥 딜런 (작사, 작곡)                       | 4:24      |
| 6.  | 〈I Still Haven't Found What I'm Looking For (Live)〉 |                                            | 5:53      |
| 7.  | 〈Freedom for My People〉                             | 스털링 머기 (작사, 작곡), 애덤 거소 (작곡) | 0:38      |
| 8.  | 〈Silver and Gold (Live)〉                            |                                            | 5:50      |
| 9.  | 〈Pride (In the Name of Love) (Live)〉                |                                            | 4:27      |
| 10. | 〈Angel of Harlem〉                                   |                                            | 3:49      |
| 11. | 〈Love Rescue Me (with 밥 딜런)〉                     | 보노, 밥 딜런 (작사)                       | 6:24      |
| 12. | 〈When Love Comes to Town (with B.B. 킹)〉            |                                            | 4:14      |
| 13. | 〈Heartland〉                                         |                                            | 5:02      |
| 14. | 〈God Part II〉                                       |                                            | 3:15      |
| 15. | 〈The Star Spangled Banner (Live)〉                   | 존 스태퍼드 스미스 (작곡)                  | 0:43      |
| 16. | 〈Bullet the Blue Sky (Live)〉                        |                                            | 5:37      |
| 17. | 〈All I Want Is You〉                                 |                                            | 6:30      |

## 인증
| 국가                                                  | 인증        | 판매량/출하량 |
| ----------------------------------------------------- | ----------- | ------------- |
| 아르헨티나 (CAPIF)                                    | 골드        | 30,000^       |
| 오스트레일리아 (ARIA)                                 | 7× 플래티넘 | 490,000^      |
| 브라질 (Pro-Música Brasil)                            | 플래티넘    | 250,000*      |
| 캐나다 (뮤직 캐나다)                                  | 7× 플래티넘 | 700,000^      |
| 덴마크 (IFPI Danmark)                                 | 골드        | 50,000^       |
| 핀란드 (Musiikkituottajat)                            | 골드        | 28,632        |
| 프랑스 (SNEP)                                         | 골드        | 100,000*      |
| 독일 (BVMI) album                                     | 플래티넘    | 500,000^      |
| 독일 (BVMI) video                                     | 2× 플래티넘 | 100,000^      |
| 홍콩 (IFPI 홍콩)                                      | 골드        | 10,000*       |
| 이탈리아 sales in 1989                                | —           | 25,000        |
| 네덜란드 (NVPI)                                       | 플래티넘    | 100,000^      |
| 뉴질랜드 (RMNZ)                                       | 플래티넘    | 15,000^       |
| 노르웨이 (IFPI 노르웨이)                              | 골드        | 25,000*       |
| 포르투갈 (AFP)                                        | 골드        | 20,000^       |
| 스페인 (PROMUSICAE)                                   | 플래티넘    | 100,000^      |
| 스웨덴 (GLF)                                          | 골드        | 50,000^       |
| 스위스 (IFPI 스위스)                                  | 2× 플래티넘 | 100,000^      |
| 스위스 (IFPI 스위스)                                  | 플래티넘    | 50,000^       |
| 영국 (BPI) album                                      | 4× 플래티넘 | 1,200,000^    |
| 영국 (BPI) video                                      | 3× 플래티넘 | 150,000^      |
| 미국 (RIAA)                                           | 5× 플래티넘 | 5,000,000^    |
| 요약                                                  |             |               |
| 전 세계                                               | —           | 14,000,000    |
| *판매량을 기반으로 한 인증 ^출하량을 기반으로 한 인증 |             |               |